# Іттіфак аль-Муслімін
Союз мусульман Росії (Іттіфак, скорочення від тат. Иттифак әл-мөслимин, Ittifaq âl-Möslimin та рос. Иттифа́к аль-Муслими́н, Іттіфак аль-Муслимін) — політична організація та партія мусульман у пізній Російській імперії. Організація була заснована під час революції 1905 року та припинила своє існування після Лютневої революції. Політична програма організації була ліберально-конституційною, тісно пов'язаною з програмою Кадетської партії. Значний вплив на програму мав ісламський реформаторський рух джадидизму. В Іттіфаку переважали поволзько-татарські інтелектуали, але також були мусульманські представники інших етнічних груп, такі як азербайджанці, кримські татари, кавказці та центральноазійці.

## Передісторія

### Іслам у Росії до 1905 року
За офіційною статистикою, близько 1900 року в Російській імперії проживало 14 мільйонів підданих-мусульман; представники мусульман у Державній думі навіть заявляли про цифру 30 мільйонів. Ядро мусульманського населення містилося навколо Казані, яку завоював Іван Грозний у XVI столітті. Іншими регіонами зі значним мусульманським населенням були Крим, Азербайджан, Кавказ та Центральна Азія.
У країні чергувалися періоди толерантності та репресій. За Івана знатним мусульманам було дозволено зберегти свої титули та російських кріпаків, тоді як у середині XVIII століття було зруйновано 418 з 536 мечетей Казані. Для зміцнення російського панування над Казахстаном та іншими мусульманськими громадами Катерина II дотримувалася іншої стратегії просування нової мусульманської духовної структури, зокрема Оренбурзького мусульманського духовного зібрання.
Завоювання Центральної Азії у другій половині ХІХ століття призвело до того, що мусульманські лідери закликали до джихаду проти російських солдатів. Разом з імперіалістичним та соціал-дарвіністським впливом із Західної Європи це створило нове уявлення про мусульман Центральної Азії як про «фанатиків», що перебувають поза межами раціонального діалогу; це також відобразилося на ставленні росіян до «старшого» мусульманського населення, наприклад, у Казані. Іслам став об'єктом дослідження в новому предметі орієнталізму (сходознавстві). За часів Миколи Ільмінського російська адміністрація почала відкривати в Казані школи, де татарську мову викладали лише протягом перших чотирьох років, тоді як російську мову викладали протягом усієї навчальної програми. Бажаним ефектом було те, щоб «відстала» мусульманська культура з часом «вимерла», не викликаючи «фанатичної» відповіді.

### Джадидизм
22 квітня 1883 року в кримському місті Бахчисарай вперше вийшла друком газета «Терджиман» («Перекладач»). Його видавець, Ісмаїл Ґаспринський, став ідейним попередником руху джадидистів. Цей рух був чимось більшим, ніж просто відповіддю на експансію російського панування в культурне життя мусульманських підданих. Це був справді мусульманський реформаторський рух, метою якого була модернізація всього суспільства. Домінування російського православ'я розглядалося як загроза «автентичному» мусульманському способу життя, але ця загроза також вважалася самочинною, спричиненою культурною стагнацією та традиціоналізмом. Головною частиною програми реформ джадидистів було запровадження фонетичного «нового методу» (усул аль-джадід) викладання арабської мови в мектебах. До того часу навчання полягало у запам'ятовуванні сур з Корану без перекладу. Джадидисти також вимагали включення до навчальної програми світських дисциплін. Однак важливо зазначити, що джадидисти були не секуляризаторами, а релігійними реформаторами. Крім того, вони сприяли культурному об'єднанню та «пробудженню» російських мусульман шляхом прийняття єдиної мови — османської. Джадіди виступали не проти російського правління як такого, а проти спроб примусової асиміляції та культурного і релігійного патронажу з боку Росії. Особливо критично вони оцінювали Оренбурзьке мусульманське духовне зібрання.
Мусульмани і росіяни можуть орати, сіяти, вирощувати худобу, торгувати і заробляти собі на життя разом або пліч-о-пліч.— Ісмаїл Ґаспринський
Улюбленим медіа джадидистів була преса. Заснування «Терджимана» ознаменувало початок надзвичайно жвавого мусульманського газетного середовища, особливо після того, як у 1905/06 роках російська адміністрація припинила свою опозицію до татарськомовних газет. У Центральній Азії, де друкарство було запроваджено лише після російського вторгнення, джадидисти заснували організацію Кутубхана, яка об'єднала книгарні та видавництва. З 1905 по 1917 рік було засновано 166 татарських газет і журналів, хоча більшість із них проіснували недовго. За словами М. Пінегіна, казанського урядовця, відповідального за цензуру, їхня ідеологічна спрямованість була досить чіткою: «Ідеали та цілі більшості мусульманських газет і журналів збігаються, а їхню орієнтацію можна охарактеризувати лише як націоналістично-прогресивну».

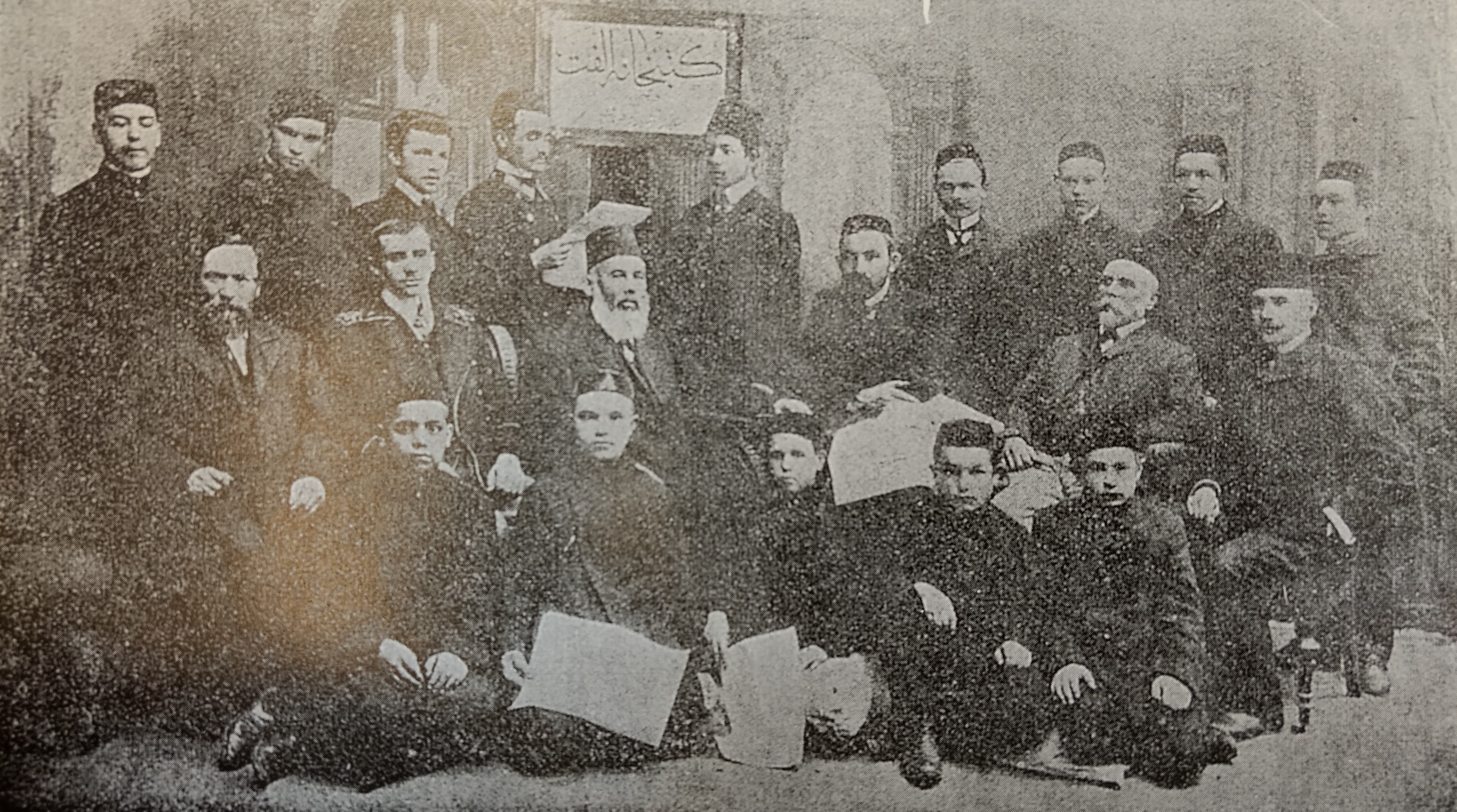
Видавці газети Ülfät із Казані

Однак це не означало, що джадіди не зіткнулися з опором мусульман: їхня програма реформ не була прийнята більшістю улемів. Ці кадимісти (прихильники «старого методу»,усул аль-кадим) були особливо проти теологічних переосмислень джадидизму та спроб раціоналізації традицій і називали джадидів єретиками або молодими фанатиками.
Джадидисти були дуже неоднорідним рухом. Серед поволзьких татар більшість реформаторів були молодими уламами, які часто навчалися в російських школах. Центральноазійські джадидисти перебували під впливом татарських ідей, але складалися з буржуазного середнього класу, створеного бавовняним бумом. Казахські реформатори навіть визначили себе через опір татарському патронажу. Тим часом, найважливішими факторами в Азербайджані були культурна «деіранізація» та ворожість до нетюркських етнічних груп.
Однак джадидизм залишався елітарним рухом аж до 1917 року, а кадимський традиціоналізм переважав серед більшості мусульманського населення. Причину домінування джадидистів можна знайти в тому факті, що запровадження раціонального, публічного дискурсу про необхідні реформи суспільства саме по собі було невід'ємною частиною їхньої програми, тоді як кадимисти неохоче сприймали нові способи комунікації. Це також мало б вплинути під час і після Революції 1905 року, коли конфлікт між джадидистами та кадимістами відійшов на другий план на користь загальноросійської мусульманської організації.

## Історія

### Перший конгрес
Між 1904 і 1907 роками старі проблеми Російської імперії (зростання політизації, економічна криза та аграрне питання) зіткнулися з короткостроковими причинами, особливо з Кривавою неділею в Санкт-Петербурзі, призвели до Російської революції 1905 року. Протягом наступних років занепад автократичної влади дозволив опозиційним групам обговорювати основи російської держави в небаченому раніше масштабі. Мусульмани Росії також взяли участь у цій дискусії.
Головною фігурою був Абдурасид Ібрагімов. Він був татарським улемом, який 1893 року емігрував до Стамбула на знак протесту проти російської політики щодо ісламу. У 1904 році на вимогу російського уряду його було депортовано до Одеси. Незабаром його відпустили, а міністр внутрішніх справ Петро Святополк-Мирський навіть заохотив його написати петицію до царя від імені російських мусульман. Цією петицією Ібрагімову вдалося розпочати широкомасштабну кампанію мусульман, особливо джадидистів.
23 січня 1905 року відбулася перша зустріч провідних членів мусульманської Казані, серед яких були не лише улами, а й представники інтелігенції та купецтва. Вони надіслали Ґаспринському та іншим мусульманам Криму і Кавказу листи, в яких запрошували їх на зустріч у Петербурзі. На другій зустрічі вони ухвалили проєкт резолюції, в якій поєднали специфічно мусульманські вимоги (включення мусульман у процес розробки законів, що їх стосувалися, автономія духовного управління) із загальними ліберальними вимогами.
Влітку в Санкт-Петербурзі зустрілися мусульманські делегації з усієї імперії. Вперше зумівши провести всебічну дискусію, незабаром став очевидним базовий консенсус щодо інтересів джадидистської реформи. 8 квітня делегації організували Всеросійський мусульманський з'їзд у Нижньому Новгороді. Щоб приховати його від влади, проведення з'їзду було заплановано одночасно з Нижньогородським ярмарком у серпні 1905 року.
Учасники першого мусульманського з'їзду не були обрані за жодними формальними критеріями. Вони складалися з купців, які все одно були присутні, а також з улемів та інтелектуалів, які приїхали спеціально на з'їзд. Після того, як влада відмовила у формальному дозволі на проведення зібрання через «неправильний вибір місця і часу», з'їзд перенесли на річковий пароплав «Густав Струве». Організатори конгресу намагалися завадити деяким молодим учасникам приєднатися до нього, призначивши їм неправильний час початку. Однак ці учасники орендували човен, наздогнали пароплав і, отримавши попередження, були допущені на борт.

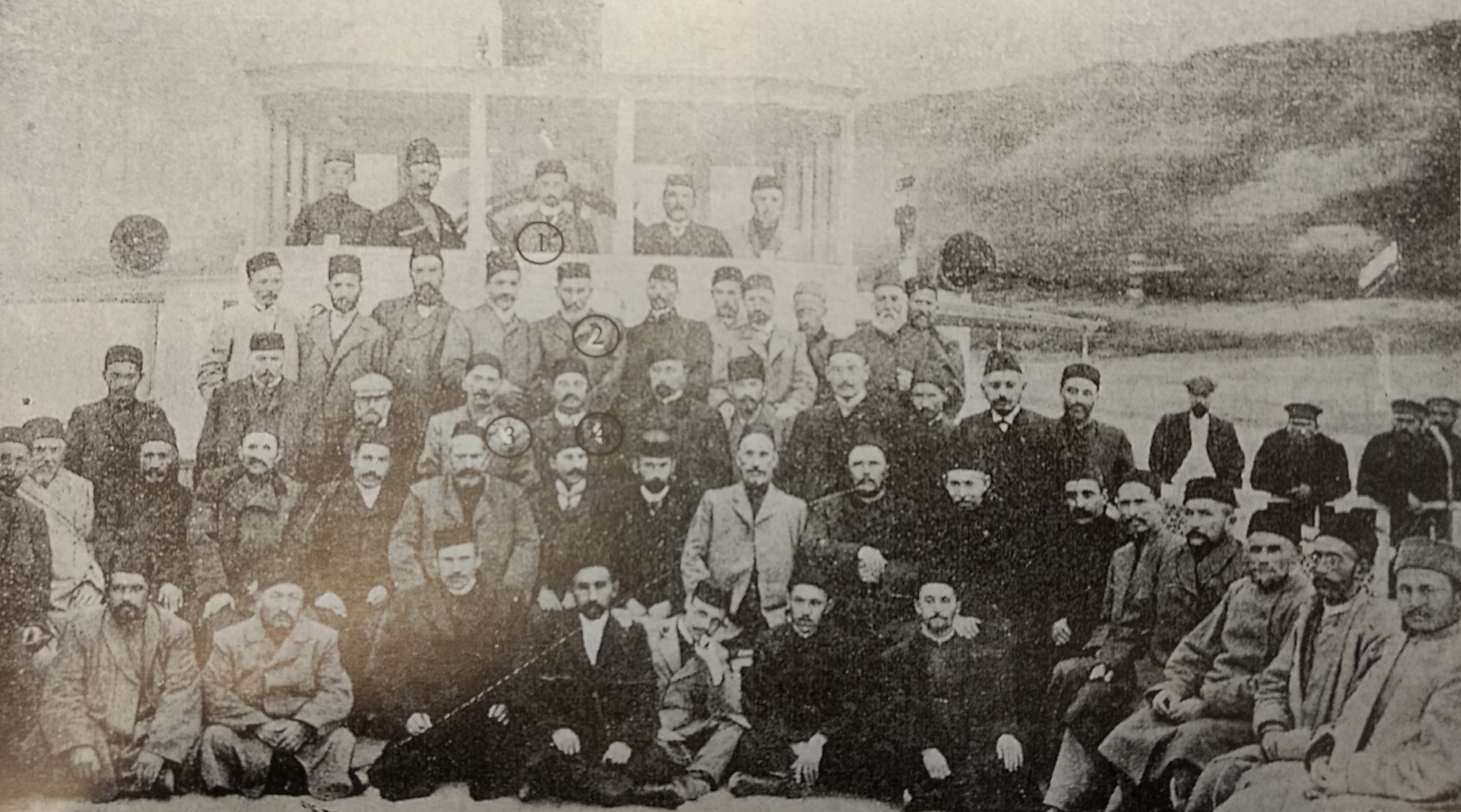
Учасники Першого з'їзду мусульман Росії, 1905 рік. 1: Фатіх Керімі, 2: Абдуррешид Ібрагім, 3: Ісмаїл Ґаспринський, 4: Алімардан-бек Топчибашев

Після десятигодинного засідання делегати у підсумковій заяві взяли на себе зобов'язання заснувати Союз мусульман Росії. Було поставлено питання про те, чи повинен новостворений Іттіфак бути партією, чи якоюсь великою організацією. Було заплановано проведення другого з'їзду, який має обговорити це та інші питання. Дискусія між національною мусульманською єдністю і конкретною політичною програмою стала характерною рисою російського мусульманського руху до 1917 року.

### Другий конгрес
У перерві між першим і другим з'їздами казанські джадидські активісти вирішили взяти участь у майбутніх виборах до Держдуми як частина вже існуючої партії. 18 листопада вони зустрілися з представниками різних партій, які оприлюднили свої програми. Незадоволені, казанські джадиди, незважаючи на рішення першого з'їзду не створювати партію, створили комісію з розробки власної політичної програми.
Регіональний з'їзд для визначення проєкту програми мав відбутися 3 грудня. Після інтенсивного обговорення позачерговий Всеросійський з'їзд здавався неминучим і був призначений на 16 січня в Санкт-Петербурзі. Однак делегати там могли обговорювати лише встановлені факти: Ібрагімов та Юсуф Акчура, двоє найвідоміших поволзьких татар, тим часом увійшли до центрального виконавчого комітету Кадетської партії.
У грудні 1905 року в Санкт-Петербурзі вже відбулася зустріч з провідними кадетами, включаючи Павла Мілюкова та Петра Струве. Після цього Ібрагімов та Акчура взяли участь у другому партійному з'їзді кадетів. Там кадети схвалили кілька їхніх пропозицій до партійної програми: мають поважатися традиційні права мусульман, муфтіят повинен бути автономним, а шкільна освіта повинна здійснюватися рідною мовою учнів. Акчура також був обраний до складу Казанського обласного комітету кадетів. Була також досягнута домовленість про те, що Іттіфак закликатиме до виборів кадетів скрізь, де його власні кандидати не матимуть шансів на успіх.

Нічого з цього заздалегідь не обговорювалося з іншими членами Іттіфака. Кримські татари та закавказькі мусульмани розглядали угоду Ібрагімова та Акчури як знак того, що «Іттіфак» стає організацією поволзьких татар. Ґаспринський ледь не приїхав взагалі, бо не хотів співпрацювати з опозиційною партією.
Нас ні про що не інформують, усе робиться таємно. За таких обставин я не можу зрозуміти, як можна говорити про якийсь союз...— Делегат від неповолзьких татар на другому з'їзді
Кілька радикальніших делегатів, організованих навколо газети Täng (Світанок) та ідеологічно ближчих до соціалістів-революціонерів, натомість висловилися за союз із соціалістичними партіями. Інші представники інтелігенції виступали проти перетворення Іттіфаку на політичну партію, оскільки «мусульманські робітники та селяни не можуть бути об'єднані в одну партію із землевласниками та капіталістами».
Поволзькі татари врешті-решт домоглися ухвалення своєї пропозиції. Організація «Іттіфак» була змінена і тепер демонструвала набагато більше партійних структур. Наприклад, з'їзд ухвалив процедуру виборів делегатів на щорічні партійні конференції. Казанська пропозиція щодо партійної програми «Іттіфак» була обговорена і прийнята як «попередня».

### Третій конгрес
Третій Всеросійський мусульманський з'їзд, який розпочався 16 серпня 1906 року, знову був затьмарений тим, що Ібрагімов щось зробив без попередньої консультації з партією. Цього разу він надіслав листа до Міністерства внутрішніх справ, дистанціюючись від імені Іттіфаку від соціалізму, анархізму та панісламізму. Ібрагімов скористався цією можливістю, щоб знову розпочати програмні дебати, які, по суті, повторювали дебати другого з'їзду. Ліві члени «Іттіфаку» більш гостро критикували створення партії, що ігнорує класовий фактор, але визнали першість Союзу, незважаючи на провокації Ібрагімова.
Полемізуючи з лівими членами «Іттіфаку», Юсуф Акчура посилався на приклади поляків і чехів у складі Австро-Угорщини як на успішні приклади парламентського представництва етнічних груп. З'їзд створив кілька комісій для подальшого обговорення партійної програми, але відклав результати їхньої роботи до наступного з'їзду. Водночас новоствореному Центральному комітету думської парламентської групи було доручено офіційно зареєструвати партію, що ознаменувало фактичну перемогу прихильників створення формальної партії.

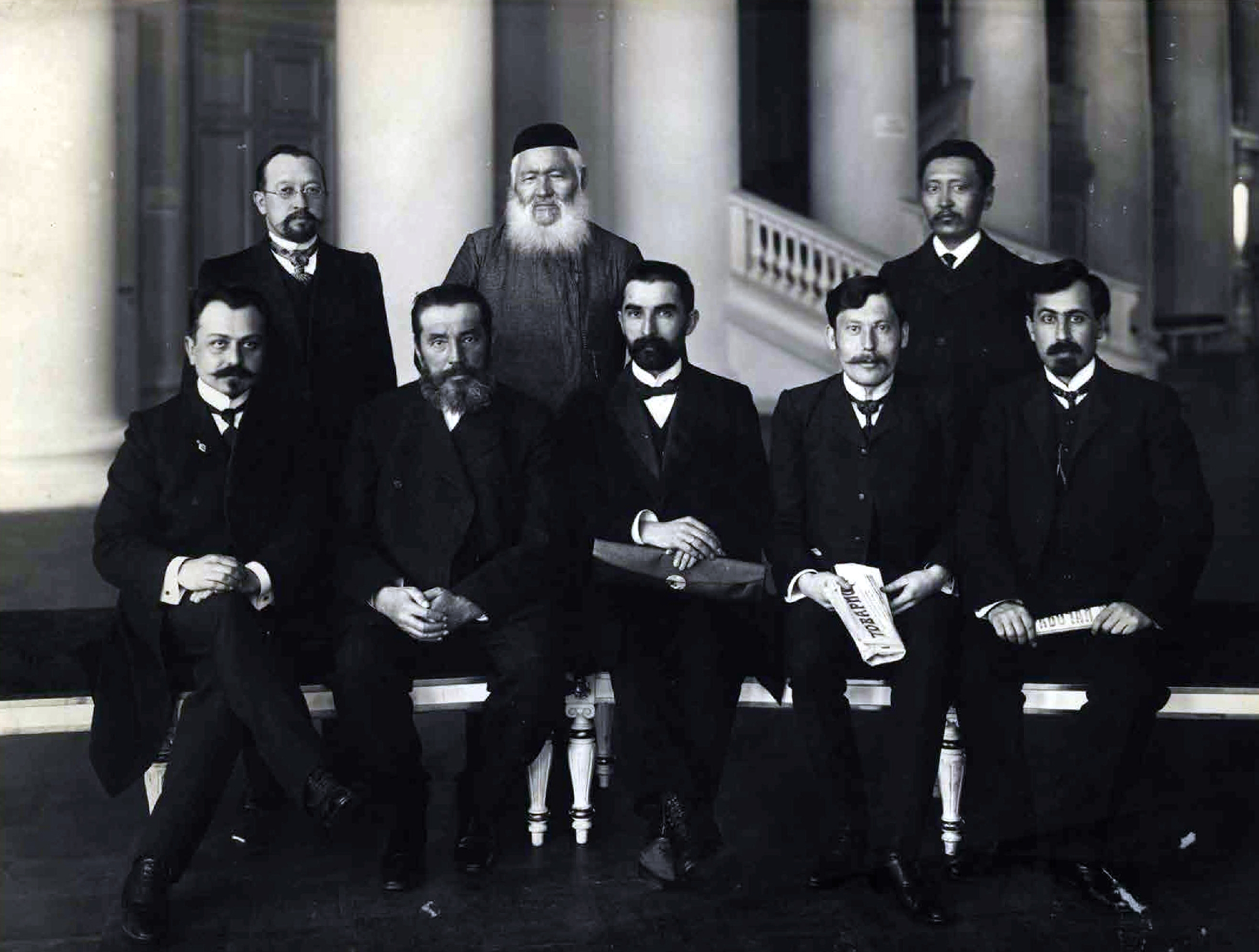
Депутати-мусульмани Державної думи, 1907 рік

### У Думі
25 мусульман пройшли до першої Думи. Спочатку вони увійшли до парламентської групи кадетів, але наприкінці червня сформували власну групу. Мусульманські делегати брали активну участь у роботі Думи, але всі структури, такі як партійні чи пресові органи, перебували на стадії становлення. Шість делегатів підписали Виборзьку відозву після розпуску першої Думи і в результаті не були допущені до виборів до другої Думи.
У другій Думі в результаті союзу з кадетами мусульмани отримали 36 місць. П'ять представників відокремилися від основної групи, вимагаючи більш радикальної сільськогосподарської політики, та утворили групу «трудових мусульман», яка орієнтувалася на трудовиків. На практиці вони все ще здебільшого дотримувалися лінії Іттіфака, особливо голосуючи разом з кадетами проти сільськогосподарської політики прем'єр-міністра Петра Столипіна. Тим часом Іттіфак дедалі більше інституціоналізувався, наприклад, заснувавши газету «Дума». Однак цю газету захопили симпатики есерів і її швидко закрили урядовці.

### Зміни
Коли Столипін розпустив другу Думу і згодом змінив виборчу процедуру, мусульманам Центральної Азії було повністю заборонено голосувати. Це ознаменувало кінець піку мусульманської активності в Думі.
Іттіфаку також заборонили офіційно зареєструватися як партію. Його делегати відклали проведення четвертого Всеросійського мусульманського з'їзду, щоб не викликати зайвого невдоволення влади. Однак домоглися протилежного: Організаційні структури, які й так ніколи не були дуже сильними, просто почали розпадатися. У третій Думі мусульманська група мала лише вісім делегатів. До того ж їм доводилося боротися зі зростаючими націоналістичними тенденціями в середовищі кадетів. Таким чином, мусульманський рух повернувся на регіональний рівень. Національна дискусія продовжувалася лише в пресі.
Конфлікт між джадидистами та кадимістами, який затих під час Революції 1905 року, знову вийшов на перший план. Це також включало кампанії консервативних сільських улемів, які в петиціях оголошували списки джадідів «пантюркістами, панісламістами та співаками Марсельєзи», що збирали гроші для турецького флоту. Дійсно, між 1910 і 1912 роками державні репресії проти будь-якої форми «панісламізму» були сильнішими, ніж будь-коли раніше.
Під час дозволеного державою четвертого Всеросійського мусульманського з'їзду влітку 1914 року делегати змогли домовитися лише про старі джадидистські принципи. Однак вони дедалі більше суперечили новому поколінню мусульманських реформаторів, для яких поняття нації було етнокультурним, а не релігійним. Особливо це стосувалося поволзьких татар, преса та література яких у 1905—1914 роках дедалі частіше видавалася татарською мовою. Коли Перша світова війна затягнулася, політична активність мусульман припинилася.

### Кінець під час революції
Лютнева революція та повернення близько мільйона дуже політизованих мусульманських солдатів активізували Іттіфак, як і інші партії. На відміну від 1905 року, рух тепер мав масову підтримку, а його активісти мали політичний досвід та структури, на які можна було покластися. Тим часом відчуження від кадетів тривало. Ліве крило Іттіфаку продовжувало ідеологічно зближуватися з соціалістами, але залишалося всередині партії.
Однак перший Всемусульманський з'їзд, який зібрався в Москві 1 травня 1917 року, мав поставити крапку в існуванні мусульманського руху в Росії. 900 делегатів, серед яких 112 жінок та представників тимчасового уряду, розділилися на «федералістів» та «унітаристів». Одні пропонували федеральну структуру, інші — культурну автономію в рамках єдиної держави, натхненної австромарксизмом. Зрештою, конгрес 446 голосами проти 271 проголосував за включення до своєї програми створення федеративних республік.
Це розлютило делегатів поволзьких татар, які закликали до культурної автономії. Це, а також домінування поволзьких татар у новоствореній Мусульманській національній раді (Міллі Сура), а також їхні спроби укласти союз з тимчасовим урядом призвели до їхньої повної ізоляції. На другому Всемусульманському з'їзді, який відбувся в липні 1917 року в Казані, були присутні лише делегати від поволзьких татар. Закликаючи до культурної автономії для всіх мусульман всупереч бажанню першого конгресу, вони завершили розкол усередині руху.

## Видатні члени
- Абдуррашид Ібрагімов
- Ісмаїл Ґаспринський
- Муса Біґеєв
- Фатіх Керімі
- Алімардан-бек Топчибашев
- Юсуф Акчура